# Javier Bosma
Javier Bosma Mínguez (Figueres, 6 november 1969) is een voormalig Spaans beachvolleyballer. Hij nam deel aan drie opeenvolgende Olympische Spelen en won in 2004 met Pablo Herrera de zilveren medaille. Hij werd tweemaal tweede bij de Europees kampioenschappen en won twee keer de Spaanse kampioenschappen.

## Carrière

### 1992 tot en met 2000
Bosma debuteerde in 1992 in de FIVB World Tour met Antonio Alemany. Twee jaar later won hij met Santiago Aguilera de zilveren medaille bij de EK in Almería achter de Noren Jan Kvalheim en Bjørn Maaseide. In 1995 speelde hij vervolgens een wedstrijd met Javi Yuste voordat hij voor twee jaar een team zou vormen met Sixto Jiménez. Het tweetal nam in het seizoen 1995/96 deel aan zeventien toernooien en eindigde tweemaal op het podium; in Espinho werden ze derde en op Tenerife tweede. Het seizoen daarop speelden ze zeven wedstrijden in de World Tour met een vijfde plaats in Hermosa Beach als beste resultaat. Daarnaast waren Bosma en Jiménez in Atlanta actief op het eerste beachvolleybaltoernooi bij de Olympische Spelen. Ze verloren in de vierde ronde van de Amerikanen Mike Whitmarsh en Mike Dodd en werden daarna in de vijfde herkansingsronde definitief uitgeschakeld door de Canadezen John Child en Mark Heese, waardoor ze als vijfde eindigden. Eind 1996 speelde Bosma met zowel Sergio Camarero als Fabio Díez een wedstrijd; met Díez zou hij tot en met 2000 een team vormen.
Bosma en Díez deden in 1997 mee aan elf toernooien in de World Tour met twee vijfde plaatsen (Marseille en Oostende) als beste resultaat. Bij de eerste officiële wereldkampioenschappen beachvolleybal in Los Angeles kwam het duo niet verder dan de zestiende finale die het verloor van de Amerikanen Troy Tanner en Ian Clark. Het daaropvolgende seizoen behaalden ze een derde plaats in Toronto en een vierde plaats in Lignano. Bij de overige elf toernooien eindigden ze viermaal in de top tien (Klagenfurt, Oostende, Moskou en Tenerife). In 1999 bereikten ze de halve finale bij de WK in Marseille die verloren werd van de latere Braziliaanse wereldkampioenen Emanuel Rego en José Loiola. In de wedstrijd om het brons waren de aftredend wereldkampioenen Rogério Ferreira en Guilherme Marques vervolgens te sterk. Bosma en Díez behaalden verder een derde (Berlijn) en twee vijfde plaatsen (Lignano en Oostende). Bij de EK in Palma won het tweetal daarnaast de zilveren medaille achter de Zwitserse broers Martin en Paul Laciga. Het jaar daarop namen ze deel aan twaalf toernooien in de World Tour met een zevende (Oostende) en negende plaats (Klagenfurt) als beste resultaat. Bij de Olympische Spelen in Sydney eindigden Bosma en Díez als vijfde, nadat ze in de kwartfinale werden uitgeschakeld door de Duitsers Jörg Ahmann en Axel Hager.

### 2001 tot en met 2006
Van 2001 tot en met 2002 speelde Bosma samen met Antonio Cotrino. Het eerste seizoen behaalden ze in tien FIVB-toernooien één toptienplaats; ze werden negende in Oostende. Bij de WK in Klagenfurt verloren ze in de zestiende finale van de olympisch kampioenen Dain Blanton en Eric Fonoimoana en bij de Goodwill Games in Brisbane eindigden ze op de twaalfde plaats. Het daaropvolgende jaar speelde het duo negen wedstrijden met een vijfde plaats in Mallorca als beste resultaat. In 2003 vormde Bosma een duo met Pablo Herrera, maar hij speelde dat jaar ook vier wedstrijden met Raúl Mesa. Met Herrera behaalde hij een negende plaats in Mallorca en deed hij mee aan de WK in Rio de Janeiro, waar het duo in de zestiende finale werd uitgeschakeld door de latere wereldkampioenen Ricardo Santos en Emanuel Rego. In 2004 namen Bosma en Herrera deel aan negen toernooien in de World Tour; ze behaalden een overwinning in Lianyungang en een vijfde plaats in Kaapstad. Bij de EK in Timmendorfer Strand eindigde het tweetal eveneens als vijfde. In Athene wonnen ze de zilveren medaille bij de Olympische Spelen nadat ze de finale van Ricardo en Emanuel verloren hadden. Het seizoen daarop speelde Bosma opeenvolgend met Alex Ortiz en Juan Claudio Garcia Thompson; met Ortiz eindigde hij tweemaal op de zevende plaats (Klagenfurt en Montreal). In 2006 was Bosma op acht toernooien actief met Inocencio Lario en in juli speelde Bosma in Parijs zijn laatste wedstrijd in de World Tour, waarna hij zijn beachvolleybalcarrière beëindigde.

## Palmares
Kampioenschappen
- 1994:  EK
- 1996: 5e OS
- 1999: 4e WK
- 1999:  EK
- 2000: 5e OS
- 2004:  OS

FIVB World Tour
- 1995:  Espinho Open
- 1995:  Tenerife Open
- 1998:  Toronto Open
- 1999:  Berlijn Open
- 2004:  Lianyungang Open